# Jayden Danns
Jayden Alexander Danns (Liverpool, 2006. január 16. –) angol korosztályos válogatott labdarúgó, csatár. A Championship-ben szereplő Sunderland játékosa, kölcsönben a Liverpool FC-től.

## Pályafutása

### Liverpool
A klub sajátnevelésű játékosa, ahová 8-évesen csatlakozott. A ranglistákat végigjárva, 2021 szeptemberében játszotta első mérkőzését az U18-as csapatban. 2024-ben az első csapatban is bemutatkozott.

#### A felnőttcsapatban
2024. február 21-én Jürgen Klopp bizalmat szavazott neki a Luton Town elleni 4–1-es győztes bajnoki mérkőzésen, a második félidő 89. percében csereként mutatkozott be hazai közönség előtt, Luis Díaz cseréjeként. Négy nappal később, angol ligakupa győztes lett, miután pályára lépett a Chelsea elleni döntő mérkőzésen. A találkozó 87. percében lépett a pályára Cody Gakpo-t váltva.
Három nap múlva szerezte meg első gólját, majd öt perc alatt duplázott a Southampton elleni 3–0-ás FA-kupa-nyolcaddöntőben.

#### Sunderland(kölcsönben)
2025. február 3-án kölcsönvette a Championshipben szereplő klub, a 2024–2025-ös idény végéig.

## Magánélete
Édesapja Neil Danns korábbi guyanai válogatott labdarúgó.

## Statisztika
2025. január 26-i állapot szerint
| Klub                 | Szezon   | Bajnokság      | Bajnokság | Bajnokság | Kupa  | Kupa  | Ligakupa | Ligakupa | Nemzetközi | Nemzetközi | Egyéb | Egyéb | Összes | Összes |
| Klub                 | Szezon   | Liga           | Mérk.     | Gólok     | Mérk. | Gólok | Mérk.    | Gólok    | Mérk.      | Gólok      | Mérk. | Gólok | Mérk.  | Gólok  |
| -------------------- | -------- | -------------- | --------- | --------- | ----- | ----- | -------- | -------- | ---------- | ---------- | ----- | ----- | ------ | ------ |
| Liverpool            | 2023/24  | Premier League | 2         | 0         | 1     | 2     | 1        | 0        | 1          | 0          | —     | —     | 5      | 2      |
| Liverpool            | 2024/25  | Premier League | 1         | 0         | 1     | 1     | 1        | 0        | 0          | 0          | 0     | 0     | 3      | 1      |
| Liverpool            | Összesen | Összesen       | 3         | 0         | 2     | 3     | 2        | 0        | 1          | 0          | 0     | 0     | 8      | 3      |
| Sunderland (kölcsön) | 2024/25  | Championship   | 0         | 0         | —     | —     | —        | —        | —          | —          | —     | —     | 0      | 0      |
| Sunderland (kölcsön) | Összesen | Összesen       | 0         | 0         | —     | —     | —        | —        | —          | —          | —     | —     | 0      | 0      |

## Sikerei, díjai

### Liverpool
- EFL Kupa: 2023/24